# Евгенд
Евгенд (так же Augendus, на фр. Oyand, Oyan; 450—1 января 510) — святой, игумен Кондатский. День памяти — 1 января.
Святой Евгенд (Eugend, Eugendus), или Уайенд (Oyend) был игуменом монастыря в Конде (фр.), современном Сен-Клоде, департамент Юра (Франш-Конте, Франция).

## Жизнь
Его отец, будучи священником, обучал его чтению и письму, а в возрасте семи лет он был отдан Святому Роману и Святому Лупицину для обучения в монастыре Кондат. С тех пор он не покидал монастырь. Евгенд приобрел много знаний, читал греческих и латинских авторов и хорошо разбирался в Священных Писаниях. Он вёл жизнь великого аскетизма, в том числе, как говорят, никогда не смеялся, предположительно в связи с отрывком из правила Устава святого Бенедикта, которое гласит не получать удовольствия от безудержного или хриплого смеха (несмотря на то, что св. Бенедикт родился тридцать лет спустя). Он также отказался когда-либо быть рукоположенным в священники.
Настоятель Минаузий сделал его своим коадъютором, а после смерти первого (около 496 г.) его преемником стал Евгенд. После того, как монастырь, построенный Святым Романом из дерева, был разрушен во время пожара, Евгенд возвёл ещё один из камня и улучшил жизнь общины. До сих пор братья жили в отдельных кельях по образцу восточных аскетов. Он построил храм в честь святых апостолов Петра, Павла и Андрея и обогатил его драгоценными реликвиями. Церковь была предшественницей восстановленной церкви, которая сейчас является Епархией Сен-Клода.
Орден, который был основан на правилах восточных монастырей, теперь принял более активный характер западных братьев. Правление Тарната, как полагают, послужило образцом. Кондат начал процветать как место убежища для всех тех, кто пострадал от несчастий и невзгод тех событий. Когда Евгенд почувствовал приближение своей кончины, священник помазал ему грудь, он простился с братьями и тихо скончался через пять дней в возрасте шестидесяти одного года.

## Почитание
Через несколько лет после его смерти его преемник, Вивентиол Лионский воздвиг над его могилой в монастыре храм, к которому ходили многочисленные паломники. Деревня, которая росла вокруг монастыря Кондат, стала называться в честь святого Saint-Oyand de Joux, имя, которое она сохранила ещё в шестнадцатом и семнадцатом веках, в то время как прежнее название монастыря Кондат ушло в небытие. В 1742 году монастырь был секуляризован.